# Football Club Midtjylland
 (août 2024).
Si vous disposez d'ouvrages ou d'articles de référence ou si vous connaissez des sites web de qualité traitant du thème abordé ici, merci de compléter l'article en donnant les références utiles à sa vérifiabilité et en les liant à la section « Notes et références ».
Maillots
Le Football Club Midtjylland est un club de football danois basé à Herning.
L'équipe a été le résultat d'une fusion entre Ikast FS (qui comprend aussi des clubs de tennis, de  badminton et de handball) et Fremad Herning.

## Historique
Le FC Midtjylland fut fondé en 1999 par Johnny Rune, menuisier et propriétaire d'une entreprise privée dans l'industrie du bois d'approvisionnement, et Steen Hessel, un concessionnaire Mercedes Benz.
Les deux hommes ont fusionné les clubs de football Ikast FS (créé à Ikast en 1935) et Herning Fremad (créé à Herning en 1918) qui avaient été rivaux pendant des décennies, mais n'avaient jamais joué un rôle important dans le football danois. Après une dizaine d'années d'incapacité à convenir d'une fusion, le 6 avril 1999, un accord fut finalisé et annoncé lors d'une conférence de presse dès le lendemain.
En 2000, le FC Midtjylland fut promu à la Superliga danoise, après une saison où l'équipe avait rassemblé plus de points que toute autre équipe dans l'histoire de la deuxième division nationale.
En juillet 2014, Matthew Benham (par ailleurs propriétaire du club anglais Brentford FC) est devenu l'actionnaire majoritaire de la société mère FCM Holding détenant le FC Midtjylland. Lors de la saison 2014-2015, le club remporte son premier titre de champion du Danemark.

## Palmarès et résultats

### Palmarès
| Compétitions nationales | Compétitions internationales |
| - Championnat du Danemark - Champion (4) : 2015, 2018, 2020 et 2024 - Vice-champion (5) : 2007, 2008, 2019, 2021, 2022 et 2025 - Coupe du Danemark - Vainqueur (2) : 2019 et 2022 - Finaliste (4) : 2003, 2005, 2010 et 2011 - Championnat du Danemark de deuxième division - Champion (1) : 2000 |                              |

### Bilan par saison
| Saison    | Championnat | Championnat | Coupe du Danemark   | Autres  | Autres | Coupes d'Europe | Coupes d'Europe                    |
| Saison    | Div.        | Pos.        | Coupe du Danemark   | Compét. | Tour   | Compét.         | Tour                               |
| --------- | ----------- | ----------- | ------------------- | ------- | ------ | --------------- | ---------------------------------- |
| 1999-2000 | D2          | 1er         | Huitièmes de finale | -       | -      | -               | -                                  |
| 2000-2001 | D1          | 4e          | Demi-finale         | -       | -      | -               | -                                  |
| 2001-2002 | D1          | 3e          | Cinquième tour      | -       | -      | C3              | Premier tour                       |
| 2002-2003 | D1          | 7e          | Finale              | -       | -      | C3              | Tour préliminaire                  |
| 2003-2004 | D1          | 6e          | Quatrième tour      | -       | -      | -               | -                                  |
| 2004-2005 | D1          | 3e          | Finale              | -       | -      | -               | -                                  |
| 2005-2006 | D1          | 7e          | Cinquième tour      | CdL     | 2e     | C3              | Premier tour                       |
| 2006-2007 | D1          | 2e          | Quarts de finale    | -       | -      | -               | -                                  |
| 2007-2008 | D1          | 2e          | Demi-finales        | -       | -      | C3              | Premier tour                       |
| 2008-2009 | D1          | 4e          | Troisième tour      | -       | -      | C3              | Deuxième tour Q                    |
| 2009-2010 | D1          | 6e          | Finale              | -       | -      | -               | -                                  |
| 2010-2011 | D1          | 4e          | Finale              | -       | -      | -               | -                                  |
| 2011-2012 | D1          | 3e          | Quatrième tour      | -       | -      | C3              | Troisième tour                     |
| 2012-2013 | D1          | 6e          | Quarts de finale    | -       | -      | C3              | Barrages                           |
| 2013-2014 | D1          | 3e          | Quatrième tour      | -       | -      | -               | -                                  |
| 2014-2015 | D1          | 1er         | Quatrième tour      | -       | -      | C3              | Barrages                           |
| 2015-2016 | D1          | 3e          | Quatrième tour      |         |        | C1 C3           | Troisième tour Seizièmes de finale |
| 2016-2017 | D1          | 4e          | Demi-finales        |         |        | C3              | Barrages                           |
| 2017-2018 | D1          | 1er         | Demi-finales        |         |        | C3              | Barrages                           |
| 2018-2019 | D1          | 2e          | Vainqueur           | -       | -      | C3              | Barrages                           |
| 2019-2020 | D1          | 1er         | 16e f.              | -       | -      | C3              | Troisième tour                     |
| 2020-2021 | D1          | 2e          | Demi-finales.       | -       | -      | C1              | Phase de groupes                   |
| 2021-2022 | D1          | 2e          | Vainqueur           | -       | -      | C1 C3           | Tour préliminaire Phase de groupes |
| 2022-2023 | D1          | 7e          | Quatrième tour      | -       | -      | C1 C3           | Tour préliminaire Barrages         |
| 2023-2024 | D1          | 1er         | Quatrième tour      | -       | -      | C4              | Barrages Q                         |
| 2024-2025 | D1          | 2e          | Quatrième tour      | -       | -      | C1 C3           | Barrages Q Barrages                |

### Bilan européen

#### Bilan
| Compétition              | P  | M   | V  | N  | D  | BP  | BC  | Diff. |
| ------------------------ | -- | --- | -- | -- | -- | --- | --- | ----- |
| Ligue des champions (C1) | 6  | 30  | 10 | 9  | 11 | 35  | 38  | -3    |
| Ligue Europa (C3)        | 17 | 92  | 38 | 20 | 35 | 149 | 142 | +7    |
| Ligue Conférence (C4)    | 2  | 8   | 3  | 2  | 3  | 14  | 10  | +4    |
| Total                    | 25 | 130 | 51 | 30 | 49 | 197 | 189 | +8    |

#### Résultats
Légende
- Victoire ou qualification pour le tour suivant
- Match nul
- Défaite ou élimination de la compétition

Note : dans les résultats ci-dessous, le score du club est toujours donné en premier.
| Saison    | Compétition             | Tour                | Club                     | Domicile | Extérieur | Total             |
| --------- | ----------------------- | ------------------- | ------------------------ | -------- | --------- | ----------------- |
| 2001-2002 | Coupe UEFA              | Tour préliminaire   | Glentoran FC             | 1 - 1    | 4 - 0     | 5 - 1             |
| 2001-2002 | Coupe UEFA              | Premier tour        | Sporting CP              | 0 - 3    | 2 - 3     | 2 - 6             |
| 2002-2003 | Coupe UEFA              | Tour préliminaire   | Pobeda Prilep            | 3 - 0    | 0 - 2     | 3 - 2             |
| 2002-2003 | Coupe UEFA              | Premier tour        | NK Varaždin              | 1 - 0    | 1 - 1     | 2 - 1             |
| 2002-2003 | Coupe UEFA              | Deuxième tour       | RSC Anderlecht           | 0 - 3    | 1 - 3     | 1 - 6             |
| 2005-2006 | Coupe UEFA              | Deuxième tour Q     | B36 Tórshavn             | 2 - 1    | 2 - 2     | 4 - 3             |
| 2005-2006 | Coupe UEFA              | Premier tour        | CSKA Moscou              | 1 - 3    | 1 - 3     | 2 - 6             |
| 2007-2008 | Coupe UEFA              | Premier tour Q      | Keflavík ÍF              | 2 - 1    | 2 - 3     | 4E - 4            |
| 2007-2008 | Coupe UEFA              | Deuxième tour Q     | Haka Valkeakoski         | 5 - 2    | 2 - 1     | 7 - 3             |
| 2007-2008 | Coupe UEFA              | Premier tour        | Lokomotiv Moscou         | 1 - 3    | 0 - 2     | 1 - 5             |
| 2008-2009 | Coupe UEFA              | Premier tour Q      | Bangor City              | 4 - 0    | 6 - 1     | 10 - 1            |
| 2008-2009 | Coupe UEFA              | Deuxième tour Q     | Manchester City          | 0 - 1 ap | 1 - 0     | 1 - 1 (2 - 4 tab) |
| 2011-2012 | Ligue Europa            | Deuxième tour Q     | The New Saints           | 5 - 2    | 3 - 1     | 8 - 3             |
| 2011-2012 | Ligue Europa            | Troisième tour Q    | Vitória de Guimarães     | 0 - 0    | 1 - 2     | 1 - 2             |
| 2012-2013 | Ligue Europa            | Barrages Q          | BSC Young Boys           | 0 - 3    | 2 - 0     | 2 - 3             |
| 2014-2015 | Ligue Europa            | Barrages Q          | Panathinaïkos            | 1 - 2    | 1 - 4     | 2 - 6             |
| 2015-2016 | Ligue des champions     | Deuxième tour Q     | Lincoln Red Imps         | 1 - 0    | 2 - 0     | 3 - 0             |
| 2015-2016 | Ligue des champions     | Troisième tour Q    | APOEL Nicosie            | 1 - 2    | 1 - 0     | 2 - 2E            |
| 2015-2016 | Ligue Europa            | Barrages Q          | Southampton FC           | 1 - 0    | 1 - 1     | 2 - 1             |
| 2015-2016 | Ligue Europa            | Groupe D            | SSC Naples               | 1 - 4    | 0 - 5     | Deuxième          |
| 2015-2016 | Ligue Europa            | Groupe D            | Club Bruges              | 1 - 1    | 3 - 1     | Deuxième          |
| 2015-2016 | Ligue Europa            | Groupe D            | Legia Varsovie           | 1 - 0    | 0 - 1     | Deuxième          |
| 2015-2016 | Ligue Europa            | Seizièmes de finale | Manchester United        | 2 - 1    | 1 - 5     | 3 - 6             |
| 2016-2017 | Ligue Europa            | Premier tour Q      | Sūduva Marijampolė       | 1 - 0    | 1 - 0     | 2 - 0             |
| 2016-2017 | Ligue Europa            | Deuxième tour Q     | FC Vaduz                 | 3 - 0    | 2 - 2     | 5 - 2             |
| 2016-2017 | Ligue Europa            | Troisième tour Q    | Videoton FC              | 1 - 1 ap | 1 - 0     | 2 - 1             |
| 2016-2017 | Ligue Europa            | Barrages Q          | Osmanlıspor              | 0 - 1    | 0 - 2     | 0 - 3             |
| 2017-2018 | Ligue Europa            | Premier tour Q      | Derry City               | 6 - 1    | 4 - 1     | 10 - 2            |
| 2017-2018 | Ligue Europa            | Deuxième tour Q     | Ferencváros TC           | 3 - 1    | 4 - 2     | 7 - 3             |
| 2017-2018 | Ligue Europa            | Troisième tour Q    | Arka Gdynia              | 2 - 1    | 2 - 3     | 4E - 4            |
| 2017-2018 | Ligue Europa            | Barrages Q          | Apollon Limassol         | 1 - 1    | 2 - 3     | 3 - 4             |
| 2018-2019 | Ligue des champions     | Deuxième tour Q     | FK Astana                | 0 - 0    | 1 - 2     | 1 - 2             |
| 2018-2019 | Ligue Europa            | Troisième tour Q    | The New Saints           | 3 - 1    | 2 - 0     | 5 - 1             |
| 2018-2019 | Ligue Europa            | Barrages Q          | Malmö FF                 | 0 - 2    | 2 - 2     | 2 - 4             |
| 2019-2020 | Ligue Europa            | Troisième tour Q    | Rangers FC               | 2 - 4    | 1 - 3     | 3 - 7             |
| 2020-2021 | Ligue des champions     | Deuxième tour Q     | Ludogorets Razgrad       | N/A      | 1 - 0     | 1 - 0             |
| 2020-2021 | Ligue des champions     | Troisième tour Q    | BSC Young Boys           | 3 - 0    | N/A       | 3 - 0             |
| 2020-2021 | Ligue des champions     | Barrages Q          | Slavia Prague            | 4 - 1    | 0 - 0     | 4 - 1             |
| 2020-2021 | Ligue des champions     | Groupe D            | Atalanta Bergame         | 0 - 4    | 1 - 1     | Quatrième         |
| 2020-2021 | Ligue des champions     | Groupe D            | Liverpool FC             | 1 - 1    | 0 - 2     | Quatrième         |
| 2020-2021 | Ligue des champions     | Groupe D            | Ajax Amsterdam           | 1 - 2    | 1 - 3     | Quatrième         |
| 2021-2022 | Ligue des champions     | Deuxième tour Q     | Celtic FC                | 1 - 1    | 2 - 1 ap  | 3 - 2             |
| 2021-2022 | Ligue des champions     | Troisième tour Q    | PSV Eindhoven            | 0 - 1    | 0 - 3     | 0 - 4             |
| 2021-2022 | Ligue Europa            | Groupe F            | SC Braga                 | 3 - 2    | 1 - 3     | Troisième         |
| 2021-2022 | Ligue Europa            | Groupe F            | Étoile rouge de Belgrade | 1 - 1    | 1 - 0     | Troisième         |
| 2021-2022 | Ligue Europa            | Groupe F            | Ludogorets Razgrad       | 1 - 1    | 0 - 0     | Troisième         |
| 2021-2022 | Ligue Europa Conférence | Barrages            | PAOK Salonique           | 1 - 0    | 1 - 2 ap  | 2 - 2 (3 - 5 tab) |
| 2022-2023 | Ligue des champions     | Deuxième tour Q     | AEK Larnaca              | 1 - 1    | 1 - 1 ap  | 2 - 2 (4 - 3 tab) |
| 2022-2023 | Ligue des champions     | Troisième tour Q    | SL Benfica               | 1 - 3    | 1 - 4     | 2 - 7             |
| 2022-2023 | Ligue Europa            | Groupe F            | Lazio Rome               | 5 - 1    | 1 - 2     | Deuxième          |
| 2022-2023 | Ligue Europa            | Groupe F            | Feyenoord Rotterdam      | 2 - 2    | 2 - 2     | Deuxième          |
| 2022-2023 | Ligue Europa            | Groupe F            | Sturm Graz               | 2 - 0    | 0 - 1     | Deuxième          |
| 2022-2023 | Ligue Europa            | Barrages            | Sporting CP              | 0 - 4    | 1 - 1     | 1 - 5             |
| 2023-2024 | Ligue Europa Conférence | Deuxième tour Q     | Progrès Niederkorn       | 2 - 0    | 1 - 2 ap  | 3 - 2             |
| 2023-2024 | Ligue Europa Conférence | Troisième tour Q    | Omónia Nicosie           | 5 - 1    | 0 - 1     | 5 - 2             |
| 2023-2024 | Ligue Europa Conférence | Barrages Q          | Legia Varsovie           | 3 - 3    | 1 - 1 ap  | 4 - 4 (5 - 6 tab) |
| 2024-2025 | Ligue des champions     | Deuxième tour Q     | UE Santa Coloma          | 1 - 0    | 3 - 0     | 4 - 0             |
| 2024-2025 | Ligue des champions     | Troisième tour Q    | Ferencváros TC           | 2 - 0    | 1 - 1     | 3 - 1             |
| 2024-2025 | Ligue des champions     | Barrages Q          | Slovan Bratislava        | 1 - 1    | 2 - 3     | 3 - 4             |
| 2024-2025 | Ligue Europa            | Phase de ligue      | TSG Hoffenheim           | 1 - 1    | N/A       | 20e               |
| 2024-2025 | Ligue Europa            | Phase de ligue      | Maccabi Tel-Aviv         | N/A      | 2 - 1     | 20e               |
| 2024-2025 | Ligue Europa            | Phase de ligue      | Union saint-gilloise     | 1 - 0    | N/A       | 20e               |
| 2024-2025 | Ligue Europa            | Phase de ligue      | FCSB                     | N/A      | 0 - 2     | 20e               |
| 2024-2025 | Ligue Europa            | Phase de ligue      | Eintracht Francfort      | 1 - 2    | N/A       | 20e               |
| 2024-2025 | Ligue Europa            | Phase de ligue      | FC Porto                 | N/A      | 0 - 2     | 20e               |
| 2024-2025 | Ligue Europa            | Phase de ligue      | Ludogorets Razgrad       | N/A      | 2 - 0     | 20e               |
| 2024-2025 | Ligue Europa            | Phase de ligue      | Fenerbahçe SK            | 2 - 2    | N/A       | 20e               |
| 2024-2025 | Ligue Europa            | Barrages            | Real Sociedad            | 1 - 2    | 2 - 5     | 3 - 7             |
| 2025-2026 | Ligue Europa            | Deuxième tour Q     | Hibernian FC             | 1 - 1    | 2 - 1 ap  | 3 - 2             |
| 2025-2026 | Ligue Europa            | Troisième tour Q    | Fredrikstad FK           | 2 - 0    | 3 - 1     | 5 - 1             |
| 2025-2026 | Ligue Europa            | Barrages Q          | KuPS                     | -        | -         | -                 |

## Joueurs et personnalités du club

### Entraîneurs
Le tableau suivant présente la liste des entraîneurs du club depuis 1999.
| Rang | Nom          | Période              |
| ---- | ------------ | -------------------- |
| 1    | Ove Pedersen | juil. 1999-juin 2002 |
| 2    | Troels Bech  | juil. 2002-déc. 2003 |

| Rang | Nom               | Période              |
| ---- | ----------------- | -------------------- |
| 3    | Erik Rasmussen    | janv. 2004-juin 2008 |
| 4    | Thomas Thomasberg | juil. 2008-août 2009 |

| Rang | Nom              | Période             |
| ---- | ---------------- | ------------------- |
| 5    | Allan Kuhn       | août 2009-avr. 2011 |
| 6    | Glen Riddersholm | avr. 2011-juin 2015 |

| Rang | Nom              | Période              |
| ---- | ---------------- | -------------------- |
| 7    | Jess Thorup      | juil. 2015-oct. 2018 |
| 8    | Kenneth Andersen | oct. 2018-           |

### Effectif professionnel actuel
En grisé, les sélections de joueurs internationaux chez les jeunes mais n'ayant jamais été appelés aux échelons supérieurs une fois l'âge-limite dépassé ou les joueurs ayant pris leur retraite internationale.

### Joueurs emblématiques
- Mads Albæk
- Martin Albrechtsen
- Jonas Borring
- Thomas Frandsen
- Bo Hansen
- Kian Hansen
- Frank Kristensen
- Jonas Lössl
- Jesper Mikkelsen
- Pione Sisto
- Erik Sviatchenko
- Mikkel Thygesen
- Petter Andersson
- Benjamin Kibebe
- Urmas Rooba
- Gheorghe Florescu
- Serghei Dadu
- Razak Pimpong
- Kojo Poku
- Oluwafemi Ajilore
- Mohamed Zidan
- Sekou Oliseh
- Ibrahim Gnanou
- Danny Califf
- Marco Ureña
- Winston Reid
- Bobby Moore